# Eric Thomas
Eric Thomas (Garrison, Texas; 1 de diciembre de 1973-Houston, Texas; 30 de diciembre de 2022) fue un atleta estadounidense que compitió en las pruebas de 400 metros vallas en los Juegos Olímpicos y fue dos veces medallista panamericano.

## Logros
| Año  | Competición         | Sede                                | Posición | Evento            |
| ---- | ------------------- | ----------------------------------- | -------- | ----------------- |
| 1994 | NJCAA               | Blinn College                       | 1.°      | 400 metros vallas |
| 1996 | Pruebas olímpicas   | Atlanta, Georgia                    | 4.°      | 400 metros vallas |
| 1999 | Pan American Games  | Winnipeg, Canadá                    | 2.°      | 400 metros vallas |
| 2000 | Summer Olympics     | Sydney, Australia                   | 9.°      | 400 metros vallas |
| 2003 | Pan American Games  | Santo Domingo, República Dominicana | 2.°      | 400 metros vallas |
| 2003 | World Championships | París, Francia                      | 14.°     | 400 metros vallas |

## Tras el retiro
Eric Thomas fue el fundador de Champion Trainers, LLC en 2005 para entrenar a atletas jóvenes para su éxito en sus actividades deportivas. Champion Trainers ofrece programas atléticos y físicos individualizados para obtener resistencia, velocidad, agilidad, flexibilidad, mecánica y desempeño general.